# 十月文学奖
十月文学奖是中国《十月》杂志社举办的全国性文学奖项，设立于1981年，主要对发表在《十月》上优秀长篇小说、中篇小说、散文等作品进行评选与奖励。《黑骏马》、《绿化树》、《晚霞消失的时候》、《高山下的花环》、《雪城》、《北京人在纽约》等作品都是获得该奖项的文学作品。

## 历届情况

### 第一届“十月文学奖”
- 中篇小说

邓友梅《追赶队伍的女兵们》
从维熙《第十个弹孔》
刘绍棠《蒲柳人家》
王蒙《蝴蝶》
张承志《阿勒克足球》
蒋子龙《开拓者》
朱春雨《沙海的绿荫》
中杰英《在地震的废墟上》
- 短篇小说

刘心武《爱情的位置》
母国政《中年人》
韶华《你要小心》
陈世旭《小镇上的将军》
戈悟觉《马龙来访》
宗璞《鲁鲁》
古华《爬满青藤的木屋》
徐小斌《请收下这束鲜花》
- 剧本

叶楠《巴山夜雨》
张暖忻 李陀《飞吧，海鸥》（即《沙鸥》）
白峰溪《明月初照人》
- 报告文学

黄宗英《大雁情》
柯岩《美的追求者》
理由《痴情》
刘宾雁《一个人和他的影子》
- 诗歌

公刘《从古潜山到萨尔图（组诗）》
李瑛《红花歌（组诗）》
徐刚《刻在天上和地上的证词》
- 散文

袁鹰《不灭的诗魂》
丁玲《牛棚小品》
骆宾基《生死场，艰辛路》
雷加《红河恋》
- 评论

贾平凹《爱和情》
王春元《老干部新形象》
吴福辉《现代病态知识社会的机智讽刺》

### 第三届“十月文学奖”
- 长篇小说

朱春雨《亚细亚瀑布》
梁晓声《雪城》
- 中篇小说

黄尧《荒火》
陶正《假释》
叶辛《家教》
矫健《天良》
王蒙《名医朱有志传奇》
从维熙《风泪眼》
陈建功《卷毛》
王新泉《白马》
何洁《落花时节》
贾平凹《故里》
张欣《投入角色》
姜滇《市长夫人》
肖亦农《红橄榄》
- 短篇小说

成汉飚《鱼骨》
邓九刚《人的魅力》
陆星儿《今天没有太阳》
陈世旭《马车》
- 剧本

沙叶新《寻找男子汉》
白峰溪《不知秋思在谁家》
李宪《匿名电话》
- 报告文学

陈祖芬《日本的启示》
闵国库《在倾斜的版图上》
孟晓云《多思的年华》
张卫华、张策《追寻两行罪恶足迹的跳跃镜头》
沙青《皇皇都城》
尹西农《中国魂》
- 散文

胡絜青、舒乙《老舍的朋友们》
- 诗歌

西川《雨季》
- 荣誉奖

邢卓《忌日》
梁晴《忍冬》
杨菁《往事》
杨旭《三峡梦》
张辛欣、桑晔《灾变》
刘进元《没有风浪的护城河》
莫言《狗道》
王安忆《荒山之恋》
原非《老树》
李云良《牌友》
冯骥才《我到底有没有罪》
李鸿声《横鲇》
韩晓征《夏天的素描》
李勃、晓今《创世纪》
叶楠《伟大的战略转折》
海子《农耕之眼》
曹玉林《滴血的太阳》
许雁《女人们的事业》

### 第五届“十月文学奖”
- 长篇小说(九洲揽月杯)

周励《曼哈顿的中国女人》
漠然《商海言情系列小说》
《商海沉沉》
《潇洒走南方》
《大饭店风云》
- 中篇小说(神龙物贸杯)

曹桂林《北京人在纽约》
傅太平《小村》
张欣《永远的徘徊》
魏润身《挠攘》
周大新《向上的台阶》
王益山、王益河《走出黄昏》
毛福建《檀木教鞭》
- 短篇小说(九洲揽月杯)

石钟山《“半截子”老炊》
铁凝《砸骨头》
汪曾祺《露水》
宗璞《胡子的喜剧》
洪波《鱼竿儿》
- 报告文学(神龙物贸杯)

燕燕、张卫明《雪域战神》
陈祖芬《画外音》
谭元亨《无效护照》
梅洁《山苍苍 水茫茫》
张洁《世界上最疼我的那个人去了》
张晓武、李忠效《我在美国当律师》
刑军纪、曹岩《张鸣岐之死》
- 剧本(神龙物贸杯)

沙叶新《黄花魂》
- 散文(九洲揽月杯)

巴金《我仍在思考，仍在探索，仍在追求》
于坚《高原上的高原》
张承志《清洁的精神》
季羡林《曼谷行》
肖复兴《桂林两忆》
- 诗歌(玉泉杯)

阿苇《对昨日的翻译》
巴彦布《东方的节奏》
李华《想起老家》
陆健《仓皇的向日葵》

### 第六届“十月文学奖”
- 中篇小说

梁晓声《学者之死》
关仁山《九月还乡》
谈歌《热风》
顾世敏《此情难言》
阿宁《坚硬的柔软》
池莉《来来往往》
- 电影文学

礼平《含风殿》
- 短篇小说

李国文《人物》
冯骥才《石头说话》
伍旭升《玩具的意义》
丁天《连胜露出幸福的表情》
王青槐《恩怨》
鲁羊《在北京奔跑》
杨绛《方五妹和她的“我老头子”》
- 报告文学

张锲《在地球的那一边》
邢军纪、刘福波《雪山之子》
- 散文

季羡林《听雨》
周晓枫《它们》
周涛《病室小札》
李存葆《鲸殇》
徐敬亚《在天堂里游水》
- 诗歌

马新朝《大黄河》
陈勇《月关奏鸣曲》

### 第七届“十月文学奖”
2001年颁发。
- 中篇小说

李佩甫《败节草》
严歌苓《白蛇》
铁凝《永远有多远》
叶广芩《梦也何曾到谢桥》
万方《空镜子》
张庆国《黑暗的火车》
刘庆邦《神木》
邓一光《怀念一个没有去过的地方》
张欣《沉星档案》
池莉《生活秀》
- 短篇小说

王安忆《天仙配》
张翎《女人四十》
尤凤伟《回家》
李大卫《花瓶物语》
石舒清《清洁的日子》
- 散文

卞毓方《煌煌上庠》
杨绛《记章太炎先生谈掌故·临水人家》
曹文轩《痴鸡与灵龟》
张承志《安宁的权利》
王开林《更多的人死于心碎》
季羡林《台游随笔》
李存葆《沂蒙匪事》
胡廷武《云南的山》
施亮《忏悔的诗人》
- 诗歌

李老乡《杂诗十七首》
马丽华《诗二首》
李瑛《贺兰山下》
查干《初祭天问坛》

### 第八届“十月文学奖”
2007年10月4日，第八届“十月文学奖”颁奖典礼在广州东莞举行。
获奖篇目：
- 长篇小说：

迟子建 《额尔古纳河右岸》
范稳 《悲悯大地》
- 短篇小说：

乔叶《取暖》
石舒清《黄昏》
卢金地《斗地主》
- 中篇小说：

刘庆邦 《卧底》
荆永鸣 《白水羊头葫芦丝》
罗伟章《潜伏期》
张翎《雁过藻溪》
钟晶晶《我的左手》
吕不《如厕记》
- 散文：

孙郁“民国人物”专栏
李存葆《永难凋谢的罂粟花》
张锐锋《船头》
丹增《童年的梦》
舒婷《真水无香》
- 诗歌：

车延高《日子就是江山》
李老乡《老乡的口哨》
陈先发《丹青见》
- 报告文学：

曾哲《建筑·2008》
白描《秘境——中国当代玉市考录》

### 第九届“十月文学奖”
2011年10月23日，第九届“十月文学奖”颁奖典礼在宁波举行。获奖篇目：
- 荣誉奖：

刘醒龙《天行者》
方方《琴断口》
- 长篇小说奖：

李浩《如归旅店》
- 中篇小说奖：

叶广芩《豆汁记》
东君《阿卓仙传》
刘庆邦《我们的村庄》
付秀莹《旧院》
李云雷《舅舅的花园》
吕 新《白杨木的春天》
- 短篇小说奖：

笛安《圆寂》
杨遥《硬起来的刀子》
漠月《暖》
- 散文奖：

祝勇《利玛窦：历史中的牺牲者》
孙郁《陈独秀旧事》
西渡《那些消失在田野上的民间身影》
- 诗歌奖：

雷平阳《村庄，村庄》
韩 东《半坡即景》
陈陟云《桃花雨》

### 第十一届“十月文学奖”
- 长篇小说

马原《纠缠》
刘庆邦《黄泥地》
范稳《吾血吾土》
- 中篇小说

方方《涂自强的个人悲伤》
陈鹏《绝杀》
尤凤伟《中山装》
弋舟《所有路的尽头》
石一枫《世间已无陈金芳》
陈应松《滚钩》
- 短篇小说

周大新《圆月高悬》
黄咏梅《小姨》
黎晗《朱红与深蓝》
王威廉《当我看不到你目光的时候》
- 散文

于坚《尚义街六号——生活、纪录片、人》
鱼禾《驾驶的隐喻》
苏宁《果园记》
雨蛙《冬日札记》
张承志《方丈眺危楼》
沈浩波《我从哪里来，要到哪里去？》
- 诗歌

沈苇《她们》
吕德安《吕德安的诗》
刘立云《去年在耶路撒冷》
娜夜《诗人之心》